# Hrvatski rukometni kup za žene 2021./22.
Hrvatski rukometni kup za žene za sezonu 2021./22. je osvojila "Podravka Vegeta" iz Koprovnica. 

## Sustav natjecanja
U Hrvatskom kupu sudjeluje 16 klubova, 6 izravno kvalificiranih, te 10 preko regionalnih kvalifikacija. Utakmice osmine i četvrtzavršnice se igraju na jednu utakmicu, te potom četiri preostale momčadi igraju završni turnir (Final four). 
 
Natjecanje je igrano u zimu i proljeće 2022. godine.

## Sudionici
| | |
| - izravno kvalificirani - Bjelovar - Koka Varaždin - Lokomotiva Zagreb - Osijek - Podravka Vegeta Koprivnica - Umag | - preko regionalnih kupova - kvalifikacija - 1234 Virovitica - Baranja Beli Manastir - Dugo Selo '55 - Liburnija-Opatija - Sesvete - Sinj - Vinkovci - Zamet Rijeka - Zrinski Čakovec - ŽARK Split |

## Rezultati

### Osmina finala
| datum              | mjesto odigravanja                            | par                                     | rez.                  | napomene                                       | izvještaj                                                                 |
| ------------------ | --------------------------------------------- | --------------------------------------- | --------------------- | ---------------------------------------------- | ------------------------------------------------------------------------- |
| 29. siječnja 2022. | Rijeka, Centar Zamet                          | Zamet Rijeka - Baranja Beli Manastir    | 39:28                 |                                                | Arhivirana inačica izvorne stranice od 13. srpnja 2022. (Wayback Machine) |
| 29. siječnja 2022. | Opatija, SD Marino Cvetković                  | Liburnija-Opatija - Bjelovar            | 22:42                 |                                                | Arhivirana inačica izvorne stranice od 13. srpnja 2022. (Wayback Machine) |
| 29. siječnja 2022. | Čakovec, SD graditeljske škole Čakovec        | Zrinski Čakovec - Koka Varaždin         | 25:23                 |                                                | Arhivirana inačica izvorne stranice od 13. srpnja 2022. (Wayback Machine) |
| 29. siječnja 2022. | Vinkovci, ŠD. O.Š. Bartol Kašić               | Vinkovci - Sesvete                      | 27:36                 |                                                | Arhivirana inačica izvorne stranice od 13. srpnja 2022. (Wayback Machine) |
| 29. siječnja 2022. | Virovitica, Dvorana Tehničke škole Virovitica | 1234 Virovitica - Umag                  | 36:24                 |                                                | Arhivirana inačica izvorne stranice od 13. srpnja 2022. (Wayback Machine) |
| 9. veljače 2022.   | Sinj, GSD Ivica Glavan - Ićo                  | Sinj - Lokomotiva Zagreb                | 22:37                 |                                                | Arhivirana inačica izvorne stranice od 13. srpnja 2022. (Wayback Machine) |
| 16. ožujka 2022.   | Split, ŠC Gripe - Mala dvorana                | ŽARK Split - Podravka Vegeta Koprivnica | 23:42                 |                                                | Arhivirana inačica izvorne stranice od 13. srpnja 2022. (Wayback Machine) |
| 16. ožujka 2022.   | Dugo Selo, GSD Dugo Selo                      | Dugo Selo '55 - Osijek                  | 32:34 (29:29, 3:5 7m) | "Osijek" pobijedio boljim izvođenjem sedmeraca | Arhivirana inačica izvorne stranice od 13. srpnja 2022. (Wayback Machine) |

### Četvrtfinale
| datum            | mjesto odigravanja                            | par                                          | rez.  | napomene | izvještaj                                                                 |
| ---------------- | --------------------------------------------- | -------------------------------------------- | ----- | -------- | ------------------------------------------------------------------------- |
| 6. travnja 2022. | Rijeka, Centar Zamet                          | Zamet Rijeka - Bjelovar                      | 21:27 |          | Arhivirana inačica izvorne stranice od 13. srpnja 2022. (Wayback Machine) |
| 6. travnja 2022. | Zagreb - Sesvete, SD Gimnazije Sesvete        | Sesvete - Lokomotiva Zagreb                  | 19:28 |          | Arhivirana inačica izvorne stranice od 13. srpnja 2022. (Wayback Machine) |
| 6. travnja 2022. | Virovitica, Dvorana Tehničke škole Virovitica | 1234 Virovitica - Podravka Vegeta Koprivnica | 23:43 |          | Arhivirana inačica izvorne stranice od 13. srpnja 2022. (Wayback Machine) |
| 6. travnja 2022. | Čakovec, SD graditeljske škole Čakovec        | Zrinski Čakovec - Osijek                     | 30:28 |          | Arhivirana inačica izvorne stranice od 13. srpnja 2022. (Wayback Machine) |

### Završni turnir
Igrano od 13. do 15. svibnja 2022.  u Poreču u dvorani "Žatika".
| datum             | mjesto odigravanja | klub1                      | rez.       | klub2             | napomene                         | izvještaj                                                                 |
| polufinale        | polufinale         | polufinale                 | polufinale | polufinale        | polufinale                       | polufinale                                                                |
| ----------------- | ------------------ | -------------------------- | ---------- | ----------------- | -------------------------------- | ------------------------------------------------------------------------- |
| 12. svibnja 2022. | Poreč, SD Žatika   | Bjelovar                   | 33:23      | Zrinski Čakovec   |                                  | Arhivirana inačica izvorne stranice od 13. srpnja 2022. (Wayback Machine) |
| 12. svibnja 2022. | Poreč, SD Žatika   | Podravka Vegeta Koprivnica | 27:24      | Lokomotiva Zagreb |                                  | Arhivirana inačica izvorne stranice od 13. srpnja 2022. (Wayback Machine) |
| finale            |                    |                            |            |                   |                                  |                                                                           |
| 14. svibnja 2022. | Poreč, SD Žatika   | Podravka Vegeta Koprivnica | 33:20      | Bjelovar          | "Podravka Vegeta" pobjednik kupa | Arhivirana inačica izvorne stranice od 13. srpnja 2022. (Wayback Machine) |

## Vanjske poveznice
- hrs.hr, Hrvatski rukometni savez
- hrs.hr, Kup Hrvatske